# Grammond
Grammond – miejscowość i gmina we Francji, w regionie Owernia-Rodan-Alpy, w departamencie Loara.
Według danych na rok 1990 gminę zamieszkiwały 684 osoby, a gęstość zaludnienia wynosiła 84 osób/km² (wśród 2880 gmin regionu Rodan-Alpy Grammond plasuje się na 994. miejscu pod względem liczby ludności, natomiast pod względem powierzchni na miejscu 1267.).